# Zoutwinning in Bonaire

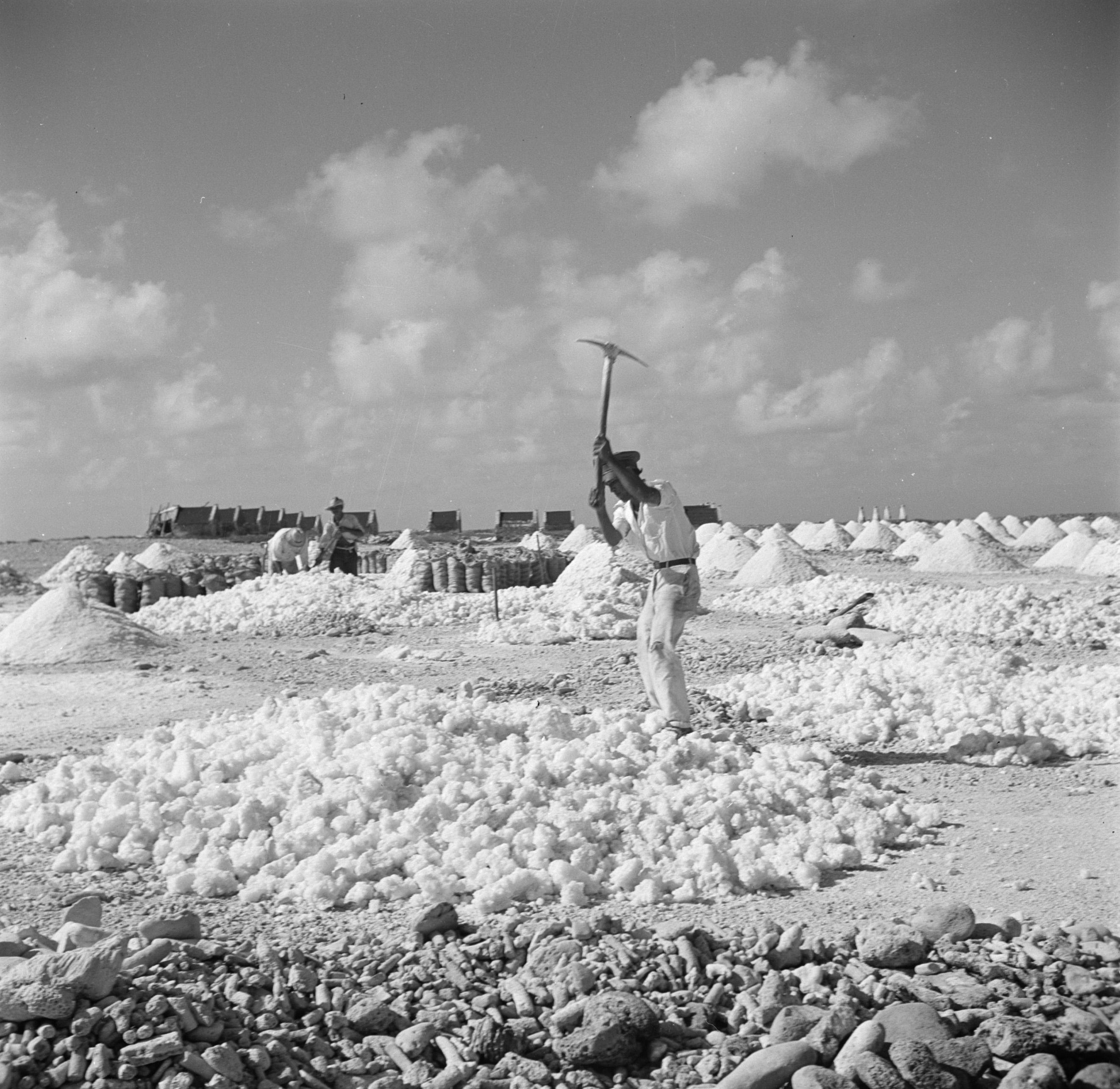
Arbeiders aan het werk in de zoutpannen op Bonaire in 1947

De commerciële zoutwinning in Bonaire werd door de West-Indische Compagnie opgestart door het exploiteren van de natuurlijke zoutpannen op het zuidelijke deel van het eiland.

## Geschiedenis
Al voordat de Nederlanders zich op Bonaire hadden gevestigd werd er door koopvaarders zout 'geraapt'.
Om te kunnen voldoen in de groeiende Europese vraag naar zout liet de WIC tegen het einde van de zestiende eeuw haar oog vallen op de kust van Venezuela, waar grote hoeveelheden eerste klas zout konden worden gewonnen.
Nadat dit door Spaans ingrijpen niet meer mogelijk was, was dit mede een aanleiding, naar Bonaire te gaan. Het Caribische eiland is vooral in het zuiden gezegend met natuurlijke zoutpannen en is daardoor uitermate geschikt voor de zoutwinning. In 1672 ligt er voor een toenmalige waarde van ƒ 100.000 van Bonaire afkomstig zout in de pakhuizen van de West-Indische Compagnie.
Om de zoutpannen leeg te schrapen maakte de WIC gebruik van Afrikaanse slaven. Het werk in de zoutpannen was extreem zwaar. De slavenhuisjes bij Witte Pan en Oranje Pan, die rond 1850 zijn gebouwd, zijn kleine huisjes waarin de slaven die werkten in de zoutpannen op Bonaire de nacht konden doorbrengen.
Na de afschaffing van de slavernij in 1863 werd de zoutwinning steeds minder rendabel. De massale zoutwinning werd toen al snel stopgezet. Maar sinds 1997 heeft de Canadese multinational Cargill zich weer ontfermd over de zoutpannen van Bonaire. Anno 2023 runt Cargill nog steeds de zoutwinning.

## Methode
Zout komt in de natuur voor als vast mineraal en als mineraal opgelost in zeewater. Dus er zijn grofweg twee manieren om aan zout te komen: door het uit de ondergrondse zoutmijnen te hakken of door het indampen van zeewater. Voor die laatste optie was Bonaire de ideale locatie.
Het principe van zoutwinning uit zeewater is heel eenvoudig. Zon, wind en ondiepe zoutmeren (zoutpannen) in de buurt van de zee, zijn de enige voorwaarden. Zeewater wordt in de ondiepe zoutpannen gelaten. In de zoutpannen verdampt het water door de felle zon en de immer loeiende passaatwinden en blijft er (uiteindelijk) zout over. Het proces van indampen duurt ongeveer een jaar.
De tot 1969 vrij ambachtelijke zoutwinning beperkte zich tot het Pekelmeer. Met de komst van de International Salt Company in dat jaar werd het grootste deel van de laagvlakte op de zuidelijke helft van het eiland voor de zoutwinning in gebruik genomen, die sterk werd gemechaniseerd. De kleurenfoto’s hieronder geven daarvan een beeld. De laatste foto toont de laadterminal aan de westkust, waar ook grote vrachtschepen kunnen aanleggen.
De grote plaatselijke broedkolonie van Caribische Flamingo's heeft al sinds eind 1969 de plek gevonden en geaccepteerd. Ze broeden er ongestoord te midden van de condensors van de zoutindustrie. Tussen december 1969 en maart 1970 broedden er 2300 paren en werden er 1700-1800 jongen grootgebracht.
Sindsdien zijn er tot 1981 7 tamelijk succesvolle broedseizoenen geweest. Het is nu gebleken dat als Flamingo's twee keer per 6-7 jaar een succesvol broedseizoen hebben, de aanwas de verliezen over deze jaren in evenwicht brengt.

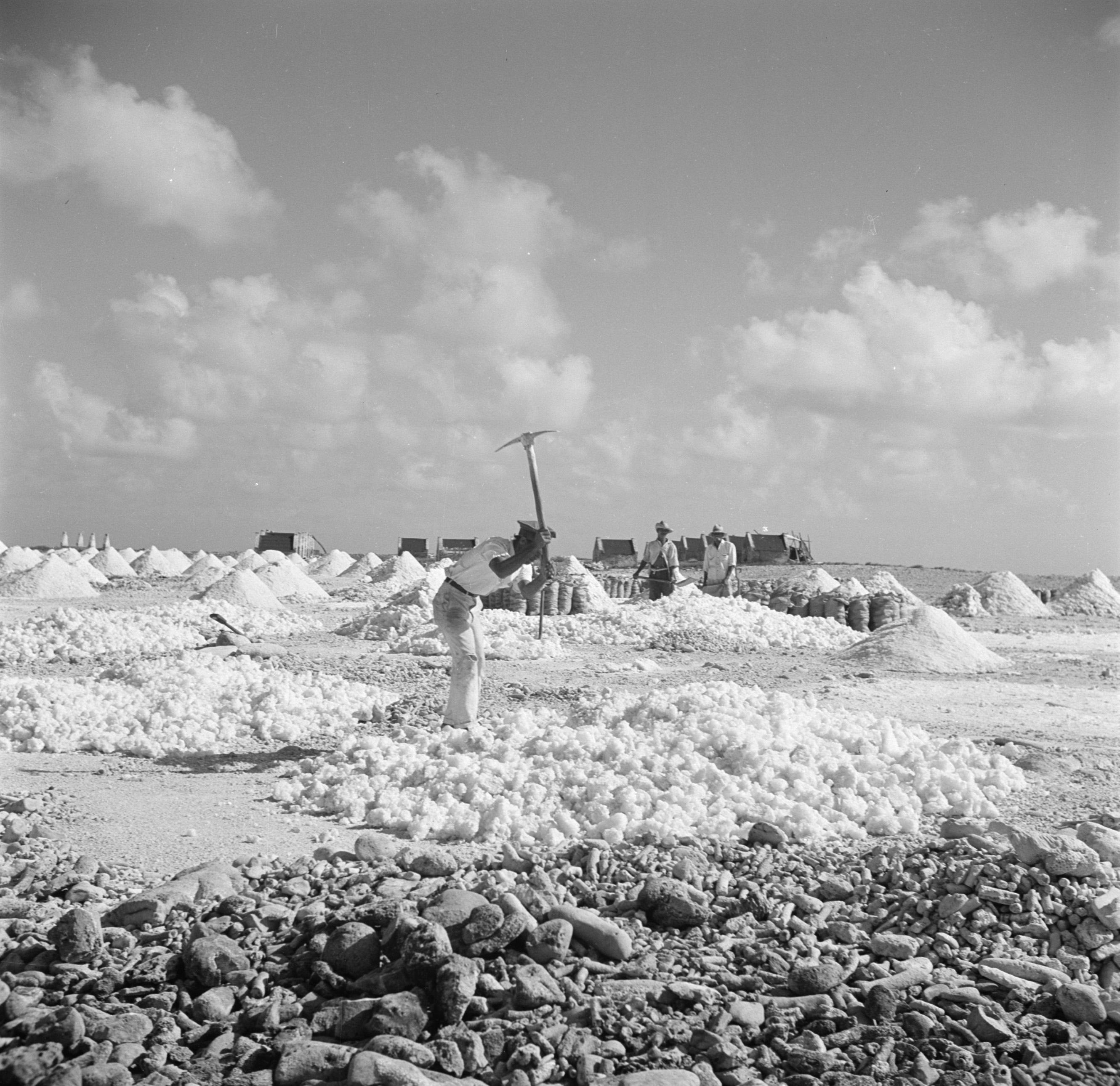
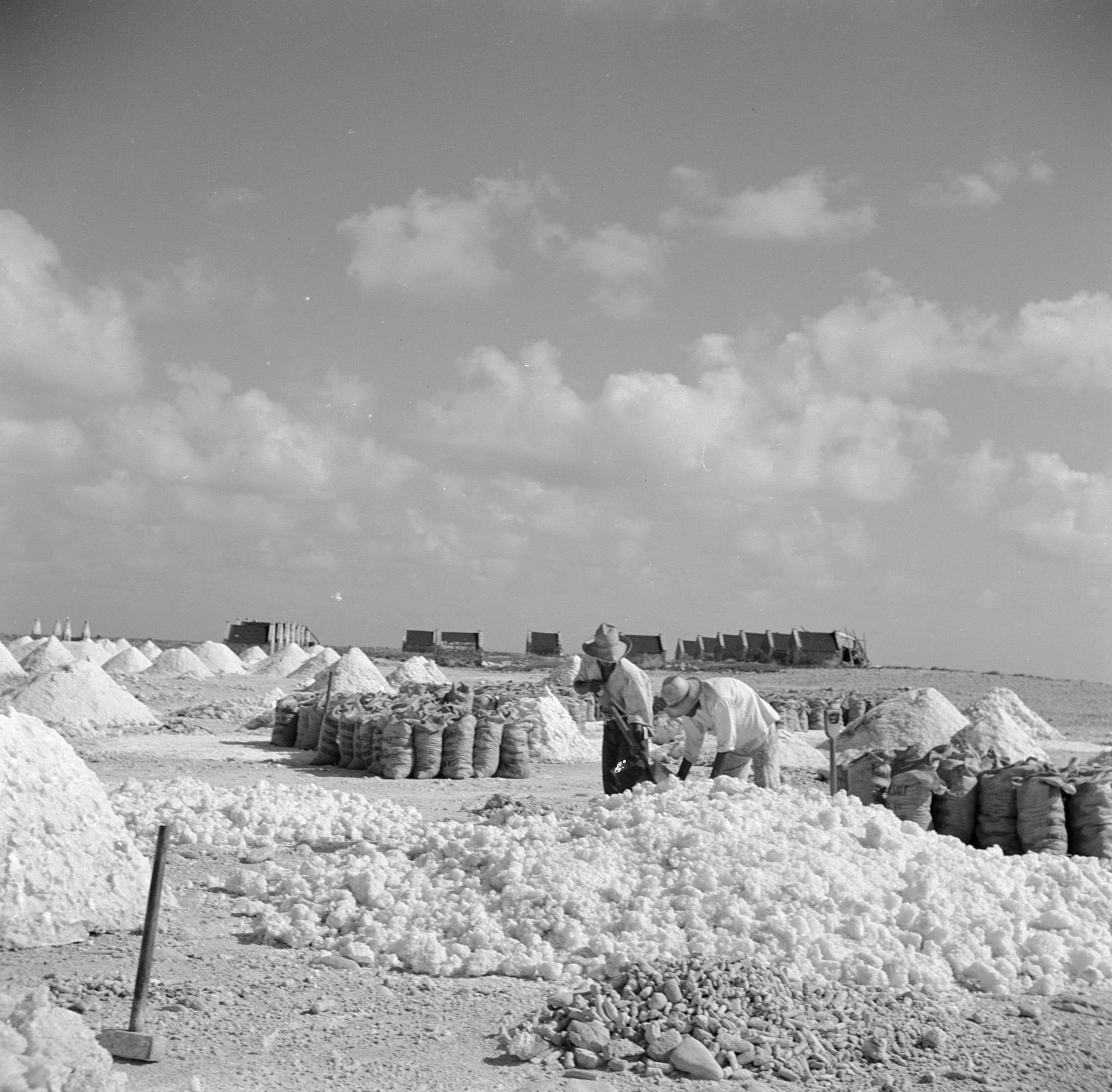
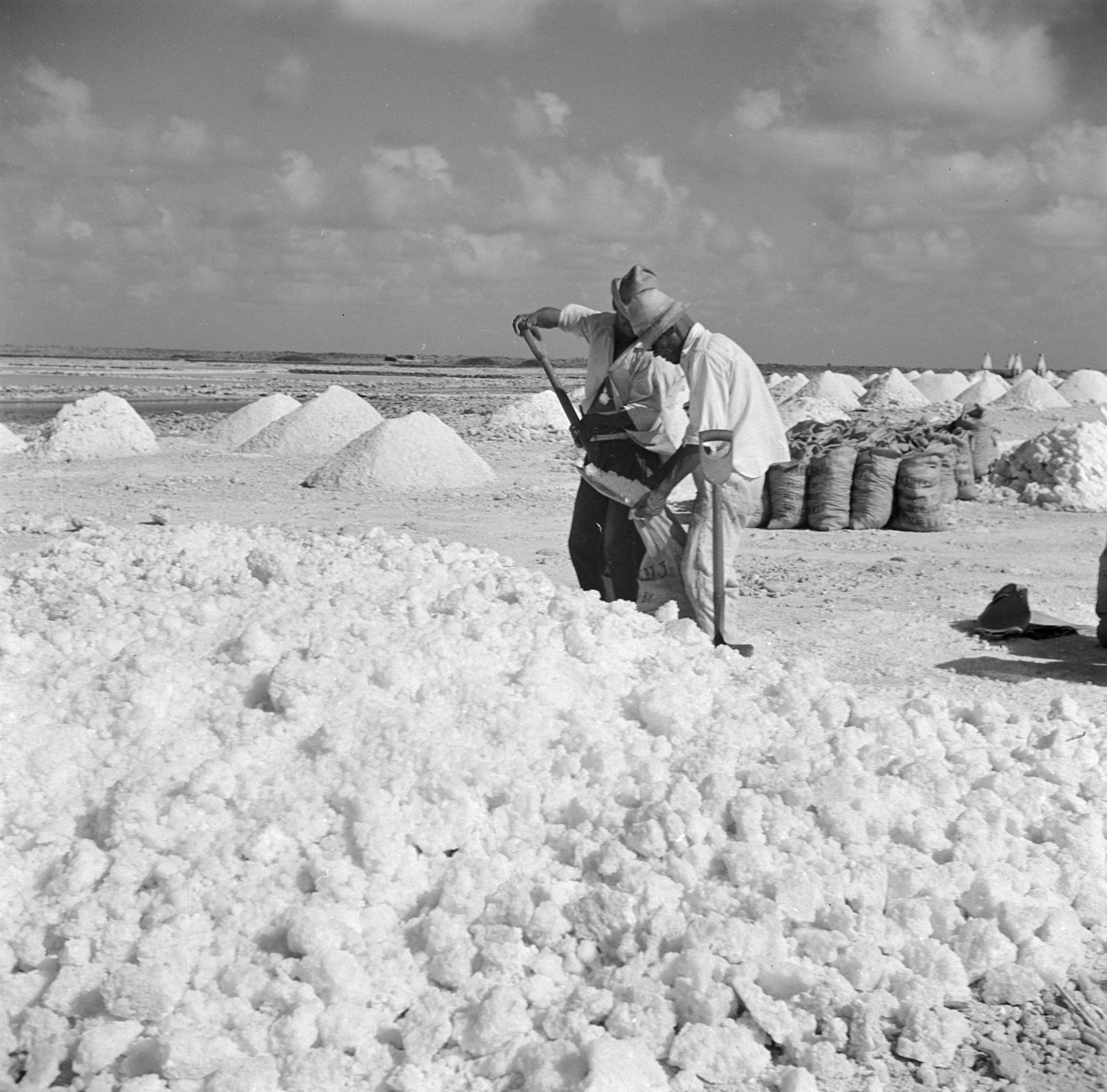
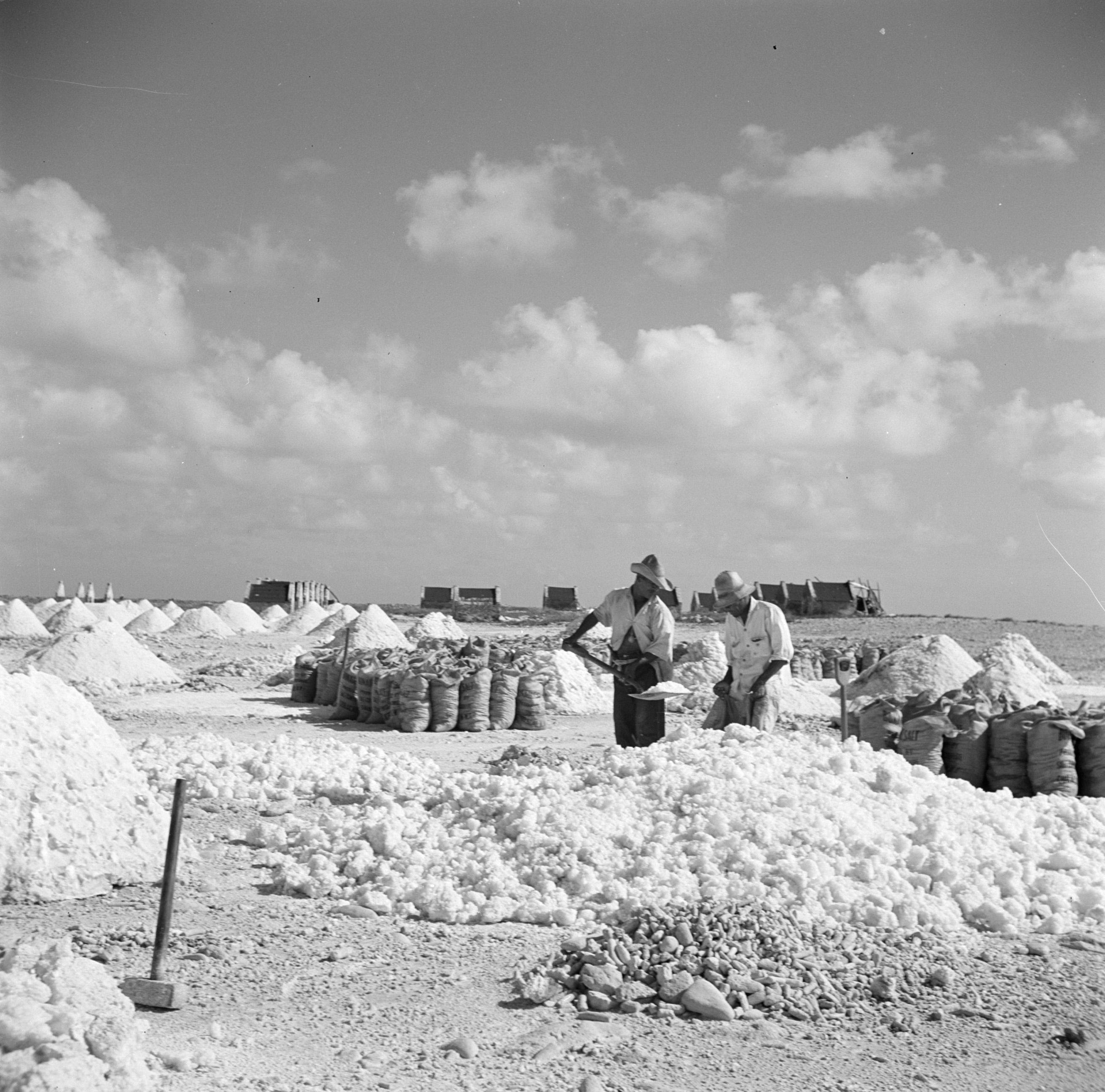
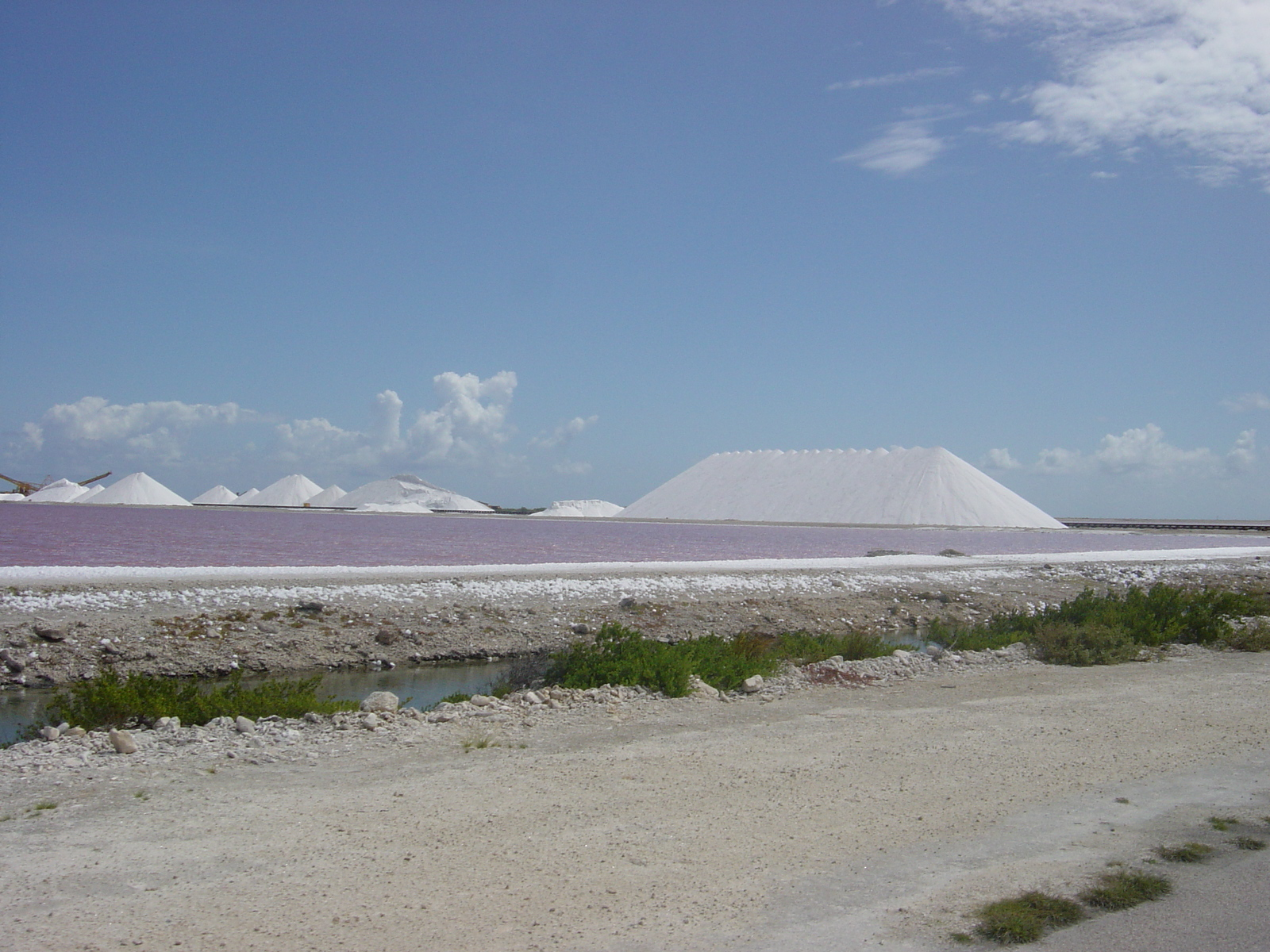
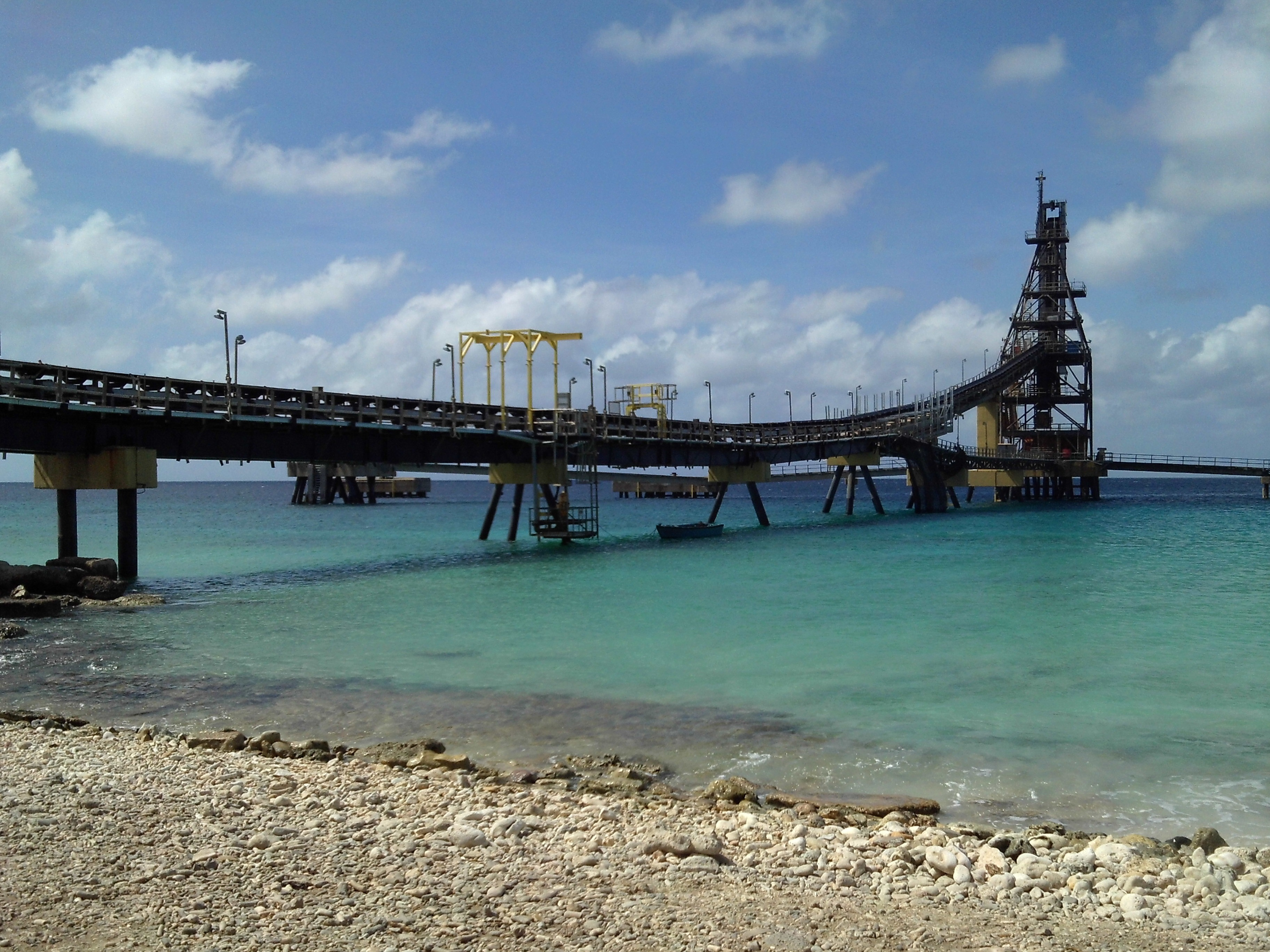